# Salwador na Mistrzostwach Świata w Lekkoatletyce 2019
Salwador na Mistrzostwach Świata w Lekkoatletyce 2019 – reprezentacja Salwadoru podczas mistrzostw świata w Doha liczyła tylko jednego zawodnika, sprintera José Andrés Salazar.

## Skład reprezentacji

### Mężczyźni
| Zawodnik            | Konkurencja   | Eliminacje | Eliminacje | Półfinał | Półfinał | Finał | Finał   |
| Zawodnik            | Konkurencja   | Wynik      | Pozycja    | Wynik    | Pozycja  | Wynik | Pozycja |
| ------------------- | ------------- | ---------- | ---------- | -------- | -------- | ----- | ------- |
| José Andrés Salazar | Bieg na 200 m | 21,64 s    | 47.        | NQ       | NQ       | NQ    | NQ      |